# Леон Жуо
Леон Жуо (фр. Léon Jouhaux; Пантен, 1. јул 1879 — Париз, 28. април 1954) био је француски синдикални вођа који је добио Нобелову награду за мир 1951.

## Биографија
Рођен је 1. јул 1879. у Пантену. Отац му је радио у фабрици шибица, у Обервилију. Средње школовање завршио је када је штрајком заустављена зарада његовог оца. Запослио се у фабрици са шеснаест година и одмах је постао важан део синдиката. Године 1900, придружио се штрајку против употребе белог фосфора који је заслепио његовог оца. Тада је отпуштен и радио је разне послове док га синдикални утицај није вратио.
Године 1906, локални синдикат га је изабрао за представника у Општој конфедерацији рада, где су његове способности биле примећене и брзо је напредовао кроз редовни организовани рад. До 1909. постао је привремени благајник, а недуго затим генерални секретар организације, до 1947. Његови циљеви као синдикалца били су познати раном радничком покрету — осмосатни радни дан, право на синдикално заступање и колективно преговарање и плаћени празници. Током Народног фронта, споразум из Матигнона из 1936, чији је потписник био, доделио је многа од ових права француским радницима.
У годинама пре Другог светског рата, организовао је неколико масовних протеста, а организација коју је водио протествовала је против рата. Међутим, чим је рат почео, Жуо је подржао своју земљу и веровао да ће победа нацистичке Немачке довести до уништења демократије у Европи. Током рата ухапшен је и затворен у концентрациони логор Бухенвалд.
После рата, формирао је социјалдемократске радничке снаге. Године 1951. добио је Нобелову награду за мир.
У међународном контексту, његов рад је имао кључну улогу у успостављању Међународне организације рада и био је изабран на високе положаје у међународним синдикалним телима, укључујући Међународну федерацију синдиката и Светску федерацију трговине Синдикати, док се то тело није поделило.
Умро је 28. априла 1954, у Паризу. Сахрањен је на париском гробљу Пер Лашез.

## Наслеђе
Улице у Екс ан Провансу, Греноблу, Лиону, Генасу, Вилфранш сир Саону и Паризу назване су по њему.